# قضاء بيارة
قضاء بيارة هو أحد أقضية محافظة حلبجة العراق. مركزه هو مدينة بيارة.

## المدن
- بيارة
- طويلة